# Josef Meixner
Josef Meixner (Starnberg, 24 de abril de 1908 – Aachen, 19 de março de 1994) foi um físico alemão.

## Biografia
Meixner estudou matemática e física de 1926 a 1931 na Universidade de Munique, onde obteve em junho de 1931 um doutorado, orientado por Arnold Sommerfeld, com uma tese sobre mecânica ondulatória. Trabalhou depois como auxiliar científico na Universidade de Munique e a partir de 1934 como wissenschaftlicher Assistent no Institut für Theoretische Physik da Universidade de Giessen, onde obteve a habilitação em 1936, sendo depois Privatdozent. Em 1 de dezembro de 1942 foi professor extraordinário de física teórica da Universidade Técnica da Renânia do Norte-Vestfália em Aachen, onde foi em 1948 professor ordinário, onde lecionou e pesquisou até aposentar-se em 1974.
Meixner é atualmente conhecido principalmente pelas funções especiais da física matemática denominadas com seu nome (polinômio de Meixner, polinômio de Meixner-Pollaczek) e por seus trabalhos sobre funções esferoidais e funções de Mathieu. Trabalhou também dentre outros com termodinâmica de processos irreversíveis, tendo publicado em 1943 significativos trabalhos iniciais. Na década de 1950 editou por desejo de seu professor Sommerfeld, com Fritz Bopp, a nova edição das famosas lições de Sommerfelds sobre física teórica.

## Obras
- com F. W. Schäfke: Mathieusche Funktionen und Sphäroidfunktionen. Springer-Verlag, 1954
- com F. W. Schäfke und Gerhard Wolf: Mathieu Functions and Spheroidal Functions and their Mathematical Foundations: Further Studies. Springer Verlag, 1980
- com H.G. Reik: Die Thermodynamik der irreversiblen Prozesse in kontinuierlichen Medien mit inneren Umwandlungen. In Siegfried Flügge (Editor): Handbuch der Physik. Vol. III/2, 1959
- Zur Thermodynamik der irreversiblen Prozesse in: Zeitschrift für Physikalische Chemie, Vol. 53, 1943, p. 235–263
- Zur Thermodynamik der irreversiblen Prozesse in Gasen mit chemisch reagierenden und anregbaren Komponenten in: Annalen der Physik, Vol. 43, 1943, p. 244–270
- Orthogonale Polynomsysteme mit einer besonderen Gestalt der erzeugenden Funktion. Journal London Mathematical Society, Vol. 9, 1934, p. 6–13
- Die Greensche Funktion des wellenmechanischen Keplerproblems, Mathematische Zeitschrift Vol. 36, 1933, p. 677–707